# John Walker (judoka)
John Walker – australijski judoka.

## Osiągnięcia sportowe
Brązowy medalista mistrzostw Oceanii w Judo w 1983, w kategorii wagowej do 60 kg. Wicemistrz Australii w mistrzostwach w 1981 roku w Sydney, brązowy medalista w australijskich mistrzostwach w 1980 w Melbourne i w 1984 w Canberze.